# Oto Mádr
Oto Mádr (15. února 1917 Praha – 27. února 2011 Praha) byl český římskokatolický kněz, teolog, vysokoškolský pedagog, dlouholetý politický vězeň a šéfredaktor Teologických textů.

## Život
Vystudoval Arcibiskupské gymnázium v Praze-Bubenči a poté nastoupil na Teologickou fakultu Univerzity Karlovy (1936–1939). Na kněze byl vysvěcen v roce 1942 a působil jako farář. Po konci druhé světové války pokračoval ve studiích morální teologie na Gregoriánské univerzitě v Římě (1948–1949). Poté se vrátil do Československa, kde získal doktorát teologie latinskou prací o vnitřním zlu u Francisca Suareze. Velmi aktivně působil nejen ve správě farnosti, ale také jako středoškolský učitel a jako významná osobnost v kroužcích Katolické akce. V roce 1950 se věnoval pastoraci mládeže v kostele Nejsvětějšího Salvátora. V květnu 1951 byl zatčen a ve vykonstruovaném procesu (Mádr a spol.) byl za údajnou špionáž ve prospěch Vatikánu a organizaci ilegální náboženské činnosti v roce 1952 odsouzen na doživotí.
Po podmínečném propuštění v roce 1966 pracoval v různých dělnických profesích. Roku 1968 se krátce vrátil na Teologickou fakultu UK a v roce 1970 byl plně soudně rehabilitován (v roce 1975 byla rehabilitace zrušena, nová přišla v roce 1990). Po roce 1970 byl odsunut na faru do pohraničí (Dolního Žandova u Chebu), odkud se vrátil do Prahy až jako důchodce roku 1978.
Odpočinku se ovšem rozhodně nevěnoval. Patřil mezi hlavní organizátory katolického samizdatu, pokračoval ve spolupráci s exilem, udržoval kontakty se zahraničními návštěvami, podílel se na přípravě tajně svěcených kněží a na organizaci bytových teologických seminářů. Byl také jedním z hlavních poradců Františka kardinála Tomáška (už od roku 1968). Napsal pro něho několik zásadních textů, které Tomášek publikoval pod svým jménem.
Od roku 1978 Mádr vydával Teologické texty, nejdříve jako samizdat, posléze po sametové revoluci jako standardní revue. V samizdatu vydal několik desítek knih, zejména překladů.
V roce 1990 opět nastoupil se svým přítelem Josefem Zvěřinou na Katolickou teologickou fakultu UK, ale po jeho smrti z ní byl opět odsunut. Na KTF UK se vrátil až po změnách ve vedení fakulty (2002). V roce 1991 dostal čestný doktorát teologie na univerzitě v Bonnu a roku 1997 byl vyznamenán Řádem T. G. Masaryka III. třídy. Od roku 1999 byl kanovníkem Vyšehradské kapituly. Byl pohřben na Vyšehradském hřbitově.

## Dílo
Kromě stovek článků, recenzí a odborných statí v časopisech a ve sbornících v Česku i v zahraničí vydal knižně:
- MÁDR, Oto. Slovo o této době. Praha: Zvon, 1992. ISBN 80-7113-063-X.
- MÁDR, Oto. Wie Kirche nicht stirbt : Zeugnis aus bedrängten Zeiten der tschechischen Kirche. Leipzig: Benno, 1993. ISBN 3-7462-1086-0.
- MÁDR, Oto. K jádru věci: aktuální reflexe z let 1993–2003. Praha: Vyšehrad, 2003. ISBN 80-7021-666-2.
- MÁDR, Oto. V zápasech za Boží věc: vzpomínky, texty a rozhovory. Praha: Vyšehrad, 2007. ISBN 978-80-7021-876-1.